# Anders Borg
Anders Erik Borg (født 11. januar 1968 i Stockholm) er en svensk politiker, der var landets finansminister 6. oktober 2006-3. oktober 2014, valgt for Moderaterna.
Borg er uddannet i filosofi, økonomisk historie og statskundskab fra Uppsala Universitet i 1991 og har desuden læst nationaløkonomi ved Stockholms Universitet frem til 1997, hvilket han dog ikke har afsluttet. Han har bl.a. arbejdet som særlig rådgiver og taleskriver for Carl Bildt. Fra 1995 arbejdede han i den finansielle sektor, bl.a. analysechef i Skandinaviska Enskilda Banken 1999-2001 og som pengepolitisk rådgiver ved Sveriges Riksbank 2001-2002. I 2002 blev han rådgiver i økonomiske spørgsmål for Moderaterna og efter valgsejren i 2006 blev han finansminister i Fredrik Reinfeldts regering.